# Anonchus mirabilis
Anonchus mirabilis is een rondwormensoort uit de familie van de Leptolaimidae.